# ألين ماراس
ألين ماراس هو لاعب كرة قدم كرواتي في مركز الدفاع، ولد في 27 فبراير 1982 في بيلوفار في كرواتيا. شارك مع منتخب كرواتيا تحت 17 سنة لكرة القدم ومنتخب كرواتيا تحت 19 سنة لكرة القدم ومنتخب كرواتيا تحت 21 سنة لكرة القدم. أما مع النوادي، فقد لعب مع إنتر زابرشيتش ونادي أوسييك ونادي زغرب ونادي سلافن بيلوبو ونادي فاراجدين.

## وصلات خارجية
- ألين ماراس على موقع اتحاد كرواتيا (الكرواتية)
- ألين ماراس على موقع قاعدة بيانات كرة القدم.إي يو (الإنجليزية)
- ألين ماراس على موقع Soccerway.com (الإنجليزية)